# Haim Gvati
Haim Gvati (29 janvier 1901 - 19 octobre 1990) est un activiste sioniste et un homme politique israélien. Il occupe plusieurs portefeuilles ministériels et est ministre de l'Agriculture entre 1964 et 1974.

## Biographie
Né à Pinsk dans l'Empire russe (aujourd'hui en Biélorussie), Gvati est membre de l'organisation sioniste Enfants du Renouveau dans sa jeunesse. En 1920, il enseigne dans une école juive à Sébastopol, mais il déménage plus tard à Vilnius (alors en Pologne) où il est membre de HeHalutz et de Tzéïré-Tzion.
Il fait son Alya en Palestine mandataire en 1924 et est l'un des fondateurs du kibboutz Gvat en 1926, dont il est le secrétaire pendant plusieurs années. Il est également membre du secrétariat du HaKibbutz HaMeuhad. À la suite de la scission du mouvement du kibboutz, il s'installe à Yifat.
Entre 1945 et 1949, il est membre de HaMerkaz HaHakla'i. En 1950, il est nommé directeur général du ministère de l'Agriculture, poste qu'il occupe jusqu'en 1958. Il est également membre du conseil d’administration de Mekorot, la compagnie nationale des eaux.
Bien qu'il ne soit pas membre de la Knesset, il est nommé ministre de l'Agriculture par Levi Eshkol en 1964. Il est élu à la Knesset sur la liste de l'Alignement lors des élections de 1965 et conserve son poste ministériel, même après avoir démissionné de son siège à la Knesset en janvier 1966. Malgré sa démission, il est réélu en 1969 et continue à exercer les fonctions de ministre de l'Agriculture. Entre décembre 1969 et juillet 1970, il est également ministre de la Santé et, de 1970 à mars 1974, ministre du Développement.
Bien qu'il ne soit pas réélu à la Knesset lors des élections de 1973, il continue à exercer les fonctions de ministre de l'Agriculture jusqu'à la démission de Golda Meir ; il ne fait pas partie du nouveau gouvernement d'Yitzhak Rabin.
En 1982, Givati reçoit le Prix Israël, pour sa contribution particulière à la société et à l'État, dans le travail et l'industrie.